# Ácido graso omega 9

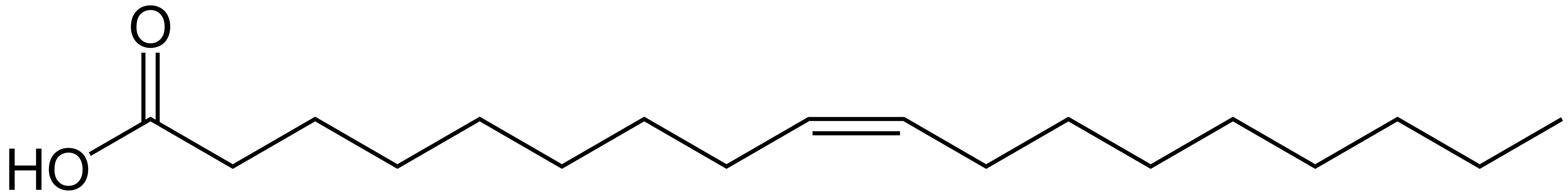
Estructura química del ácido oleico, el principal ácido graso ω-9.

Los ácidos grasos omega-9 (ω-9) son un tipo de ácido graso monoinsaturado encontrados en algunos alimentos.
Los efectos biológicos del ω-9 son generalmente mediados por sus interacciones con los ácidos grasos omega 3 y omega 6; tienen un doble enlace C=C en la posición ω-9. Algunos ω-9 son componentes comunes de grasa animal y de aceite vegetal.
Dos importantes ácidos grasos ω-9, son:
- Ácido oleico (18:1 ω-9) que es el componente principal del aceite de oliva y de otras grasas monoinsaturadas.
- Ácido erúcico (22:1 ω-9) encontrado en canola (Brassica napus), semillas de Erysimum, semillas de mostaza (Brassica). Las canola con alto contenido de ácido erúcico sirven comercialmente para uso en pinturas y barnices como secante y protector.

A diferencia de los ácidos grasos ω-3 y ω-6, los ácidos grasos ω-9 no se clasifican como ácidos grasos esenciales (EFA, acrónimo en inglés). Eso se debe a que pueden ser sintetizados por el cuerpo humano  por lo que no son esenciales en la dieta, y a que la falta de un doble enlace ω-6 los lleva a participar en las reacciones que formarán los eicosanoides.
Bajo severas condiciones de privación de los EFA, los mamíferos alargan y desaturan ácido oleico para hacer ácido eicosatrienoico (20:3 ω-9). Esto también ocurre en menor extensión en vegetarianos y semivegetarianos.

## Lista de ácidos grasos omega-9
| Nombre común          | Nomenclatura | Nombre químico                |
| --------------------- | ------------ | ----------------------------- |
| ácido oleico          | 18:1 (n-9)   | Ácido octadec-9-enoico        |
| ácido eicosenoico     | 20:1 (n-9)   | Ácido eicos-11-enoico         |
| ácido eicosatrienoico | 20:3 (n-9)   | Ácido eicosa-5,8,11-trienoico |
| ácido erúcico         | 22:1 (n-9)   | Ácido docos-13-enoico         |
| ácido nervónico       | 24:1 (n-9)   | Ácido tetracos-15-enoico      |